# Ma Duanlin
Ma Duanlin (* 1245; † 1322), auch Ma Tuan-lin geschrieben, war ein chinesischer Geschichtsschreiber und Enzyklopädist. Er veröffentlichte 1317 n.Ch. die 348 Bände umfassende chinesische Enzyklopädie Wenxian tongkao (文献通考" ", Allgemeine Untersuchung wichtiger Aufzeichnungen).
| Personendaten    | Personendaten                                      |
| ---------------- | -------------------------------------------------- |
| NAME             | Ma Duanlin                                         |
| ALTERNATIVNAMEN  | Ma Tuan-lin; 马端临; 馬端臨                        |
| KURZBESCHREIBUNG | chinesischer Geschichtsschreiber und Enzyklopädist |
| GEBURTSDATUM     | 1245                                               |
| STERBEDATUM      | 1322                                               |